# Humlegårdsgatan
Humlegårdsgatan est une rue du quartier d'Östermalm à Stockholm en Suède.

## Situation
Humlegårdsgatan s'étend d'Engelbrektsplan à l'ouest-nord-ouest, en passant par Humlegården jusqu'à Östermalmstorg à l'est-sud-est. 
A Humlegården, elle croise Sturegatan. 
Humlegårdsgatan, avec Storgatan, est l'une des plus anciennes rues d'Östermalm et a été mentionnée dès 1646 sous le nom de Humblegårdzgatan. 
Avec Storgatan, Humlegårdsgatan formait la principale rue est-ouest à travers le quartier et remonte au début du XVIIème siècle.
Au début du XIXème siècle, la rue s'appelait Södra Humlegårdsgatan, c'était l'une des nombreuses rues autour de Humlegården portant presque le même nom. La grande révision du nom à Stockholm en 1885 a clarifié tous les noms confus et Humlegårdsgatan a reçu son nom actuel.

## Bâtiments de la rue
A Humlegårdsgatan 1-9 se trouve le marché couvert d'Östermalm qui est la halle la plus ancienne de Stockholm, construite en 1888 d'après les dessins des architectes Isak Gustaf Clason (1856-1930) et Kasper Salin (1856-1919).

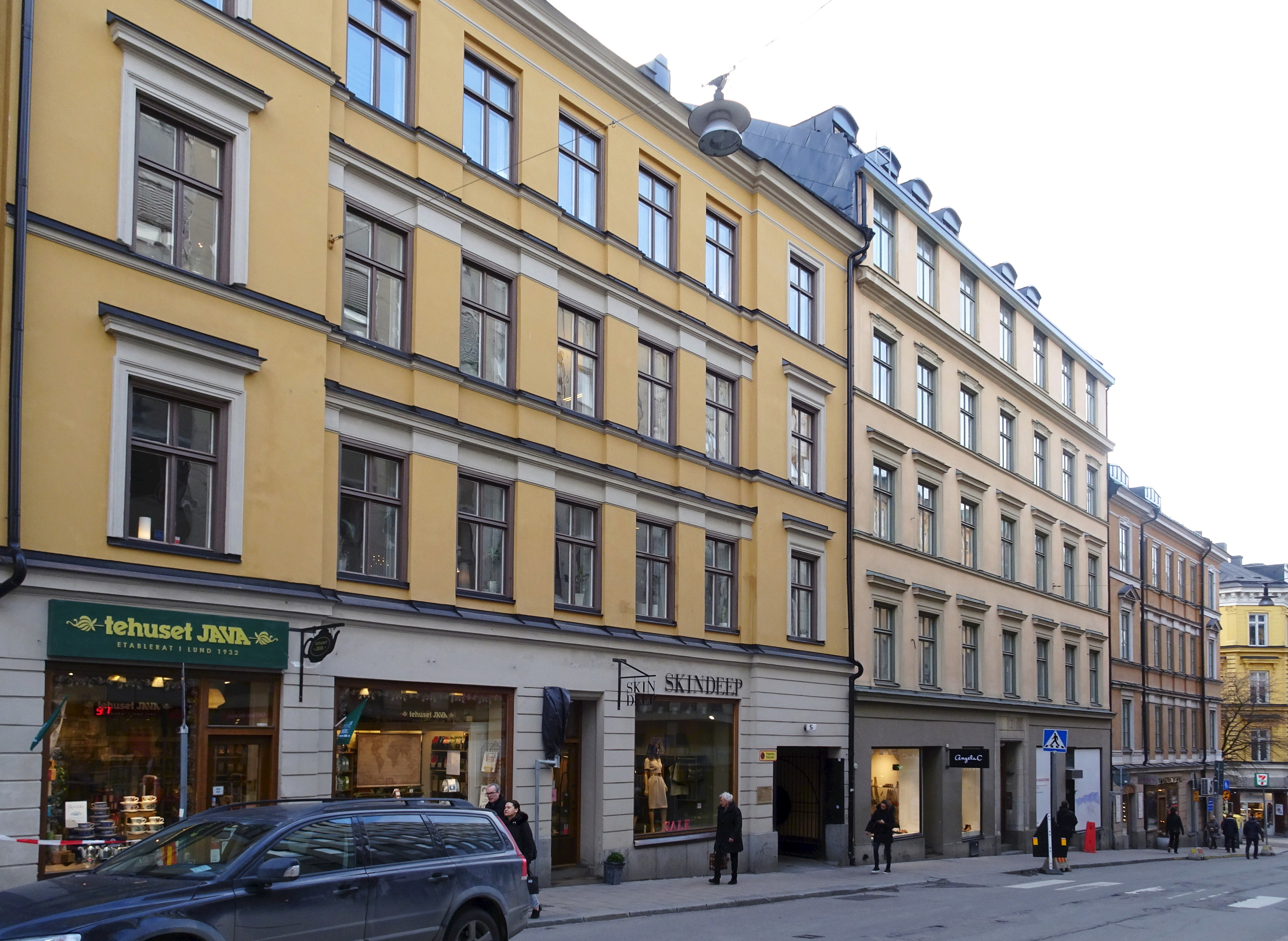
Humlegårdsgatan 5, 7, 9.
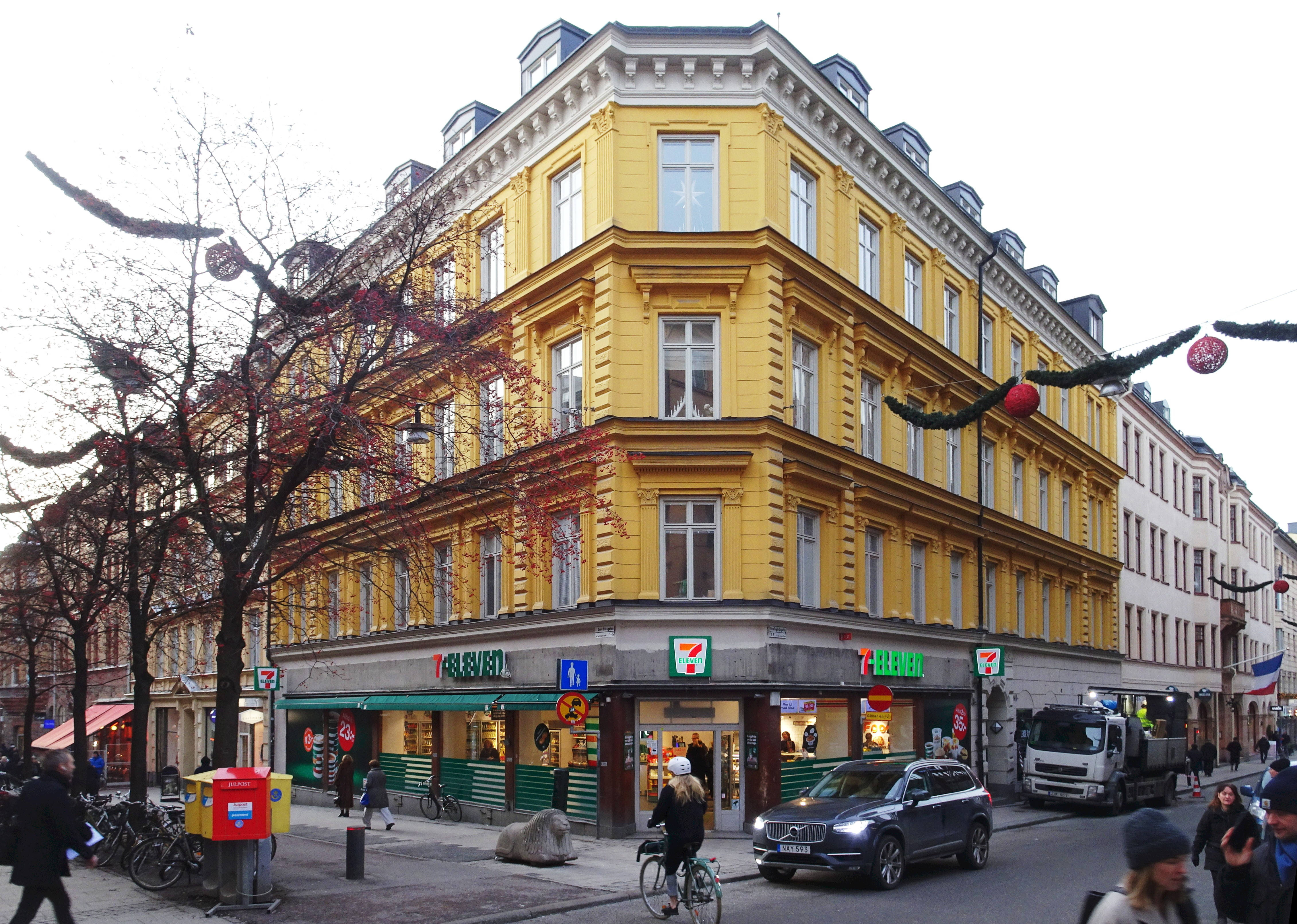
Humlegårdsgatan 11.
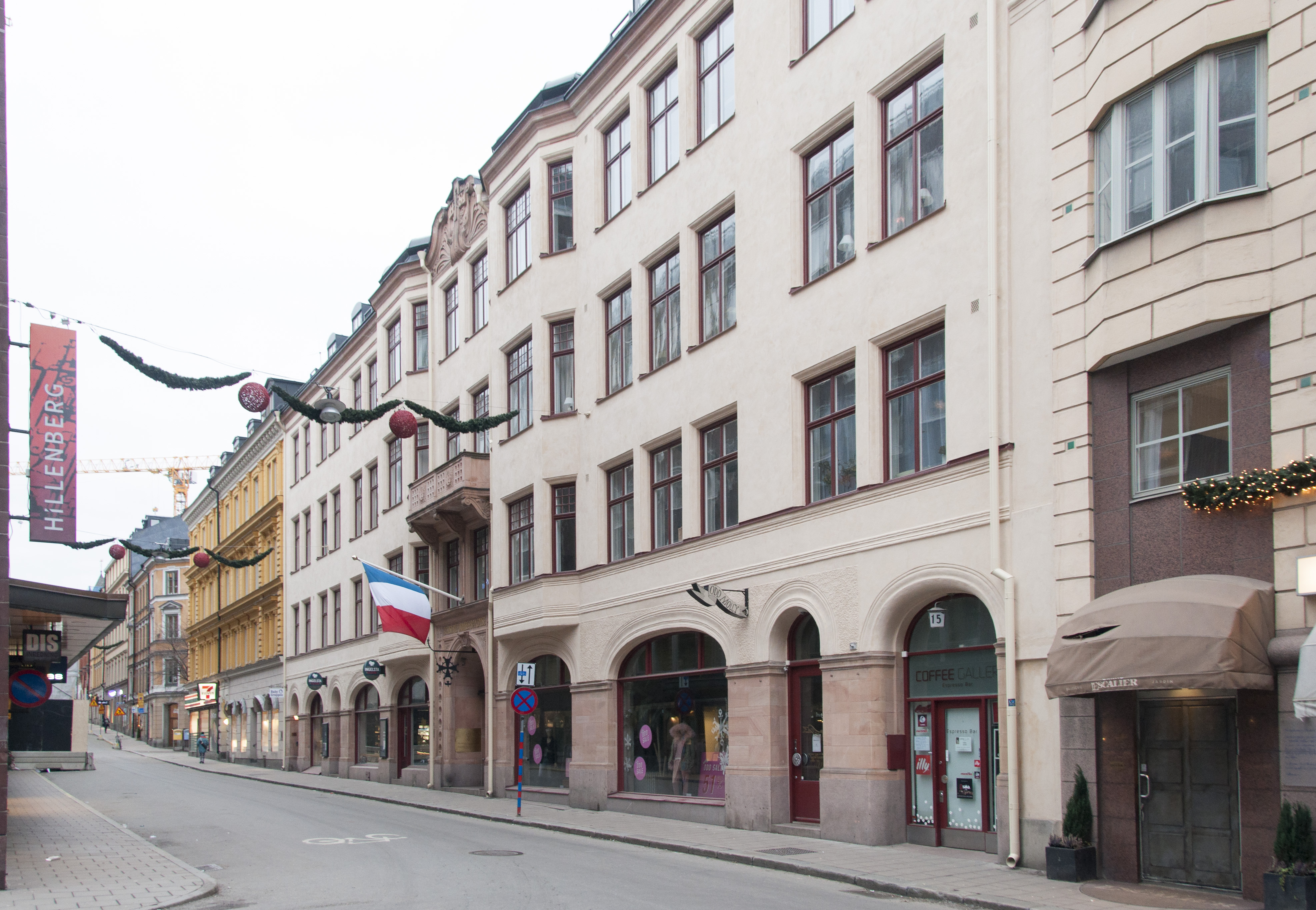
Humlegårdsgatan 13-15 Église réformée française
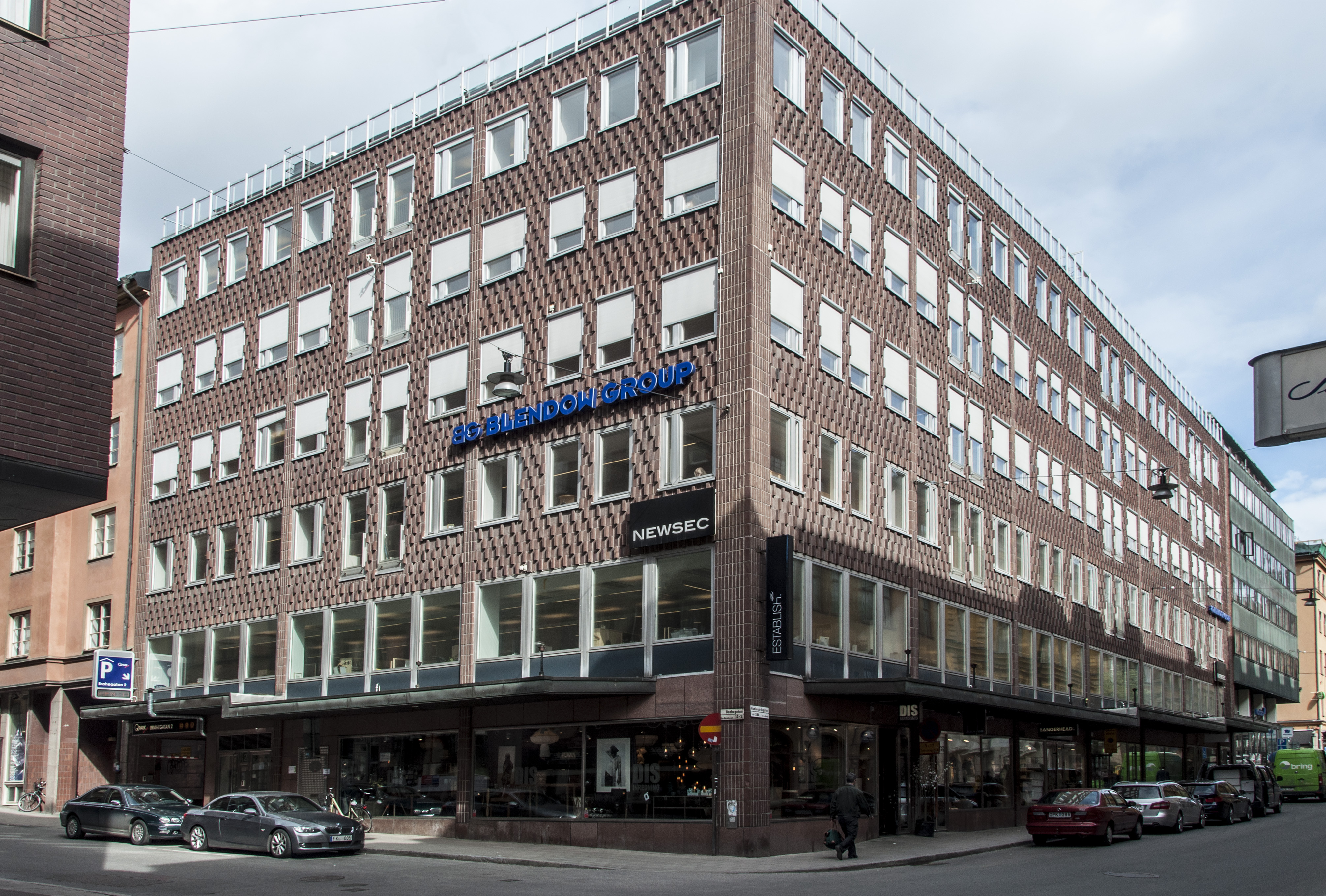
Humlegårdsgatan 14.
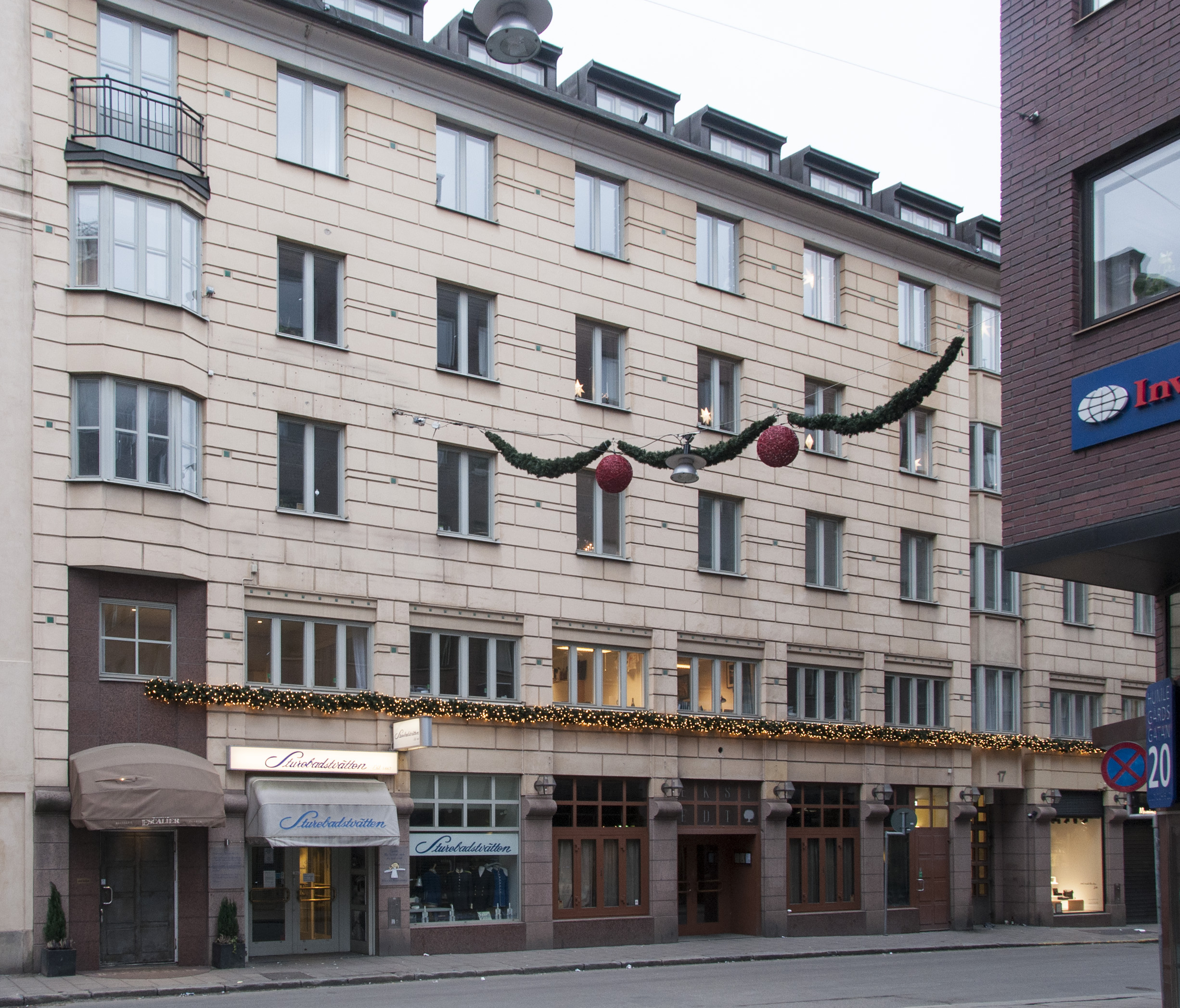
Humlegårdsgatan 17.
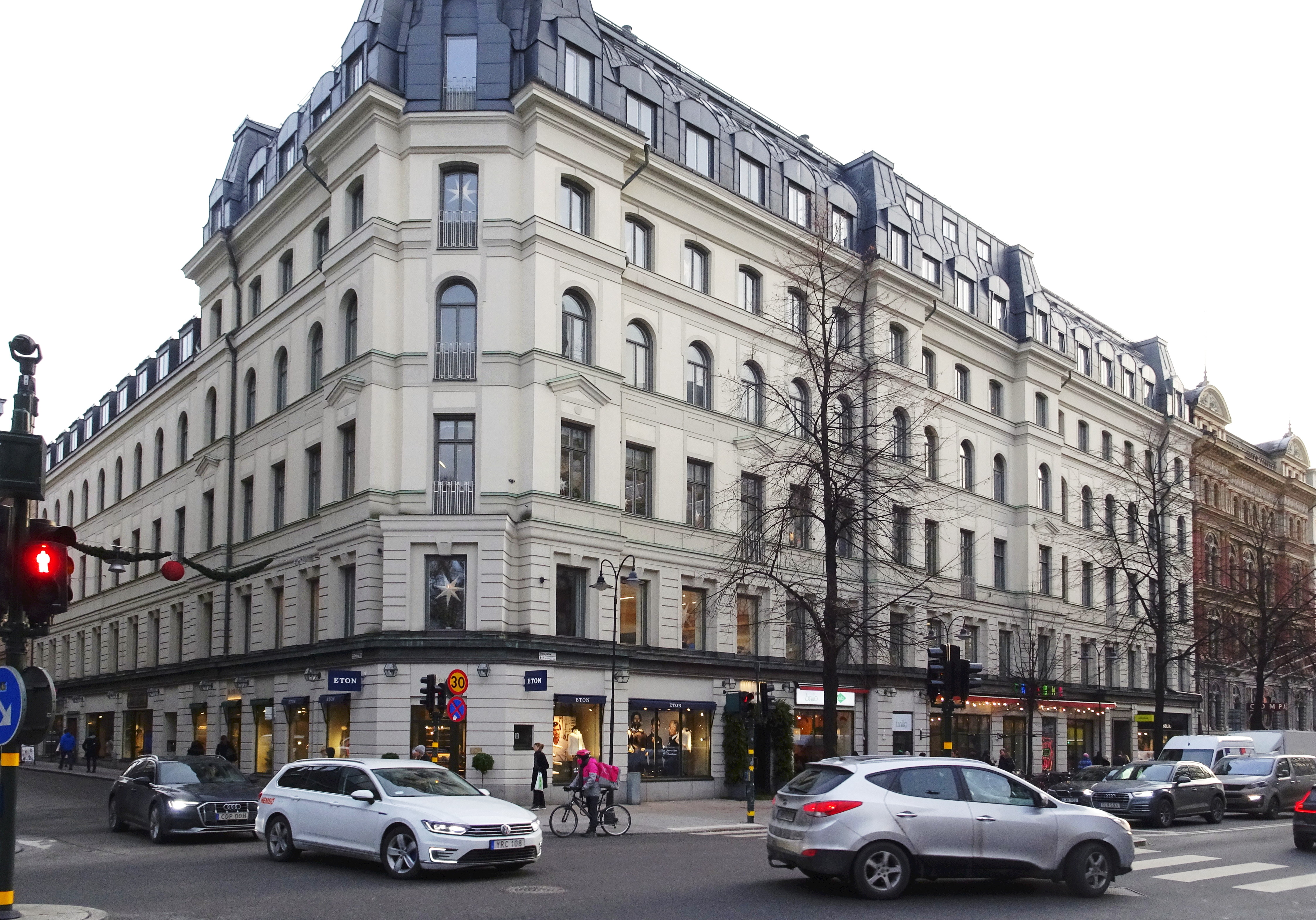
Humlegårdsgatan 19A.
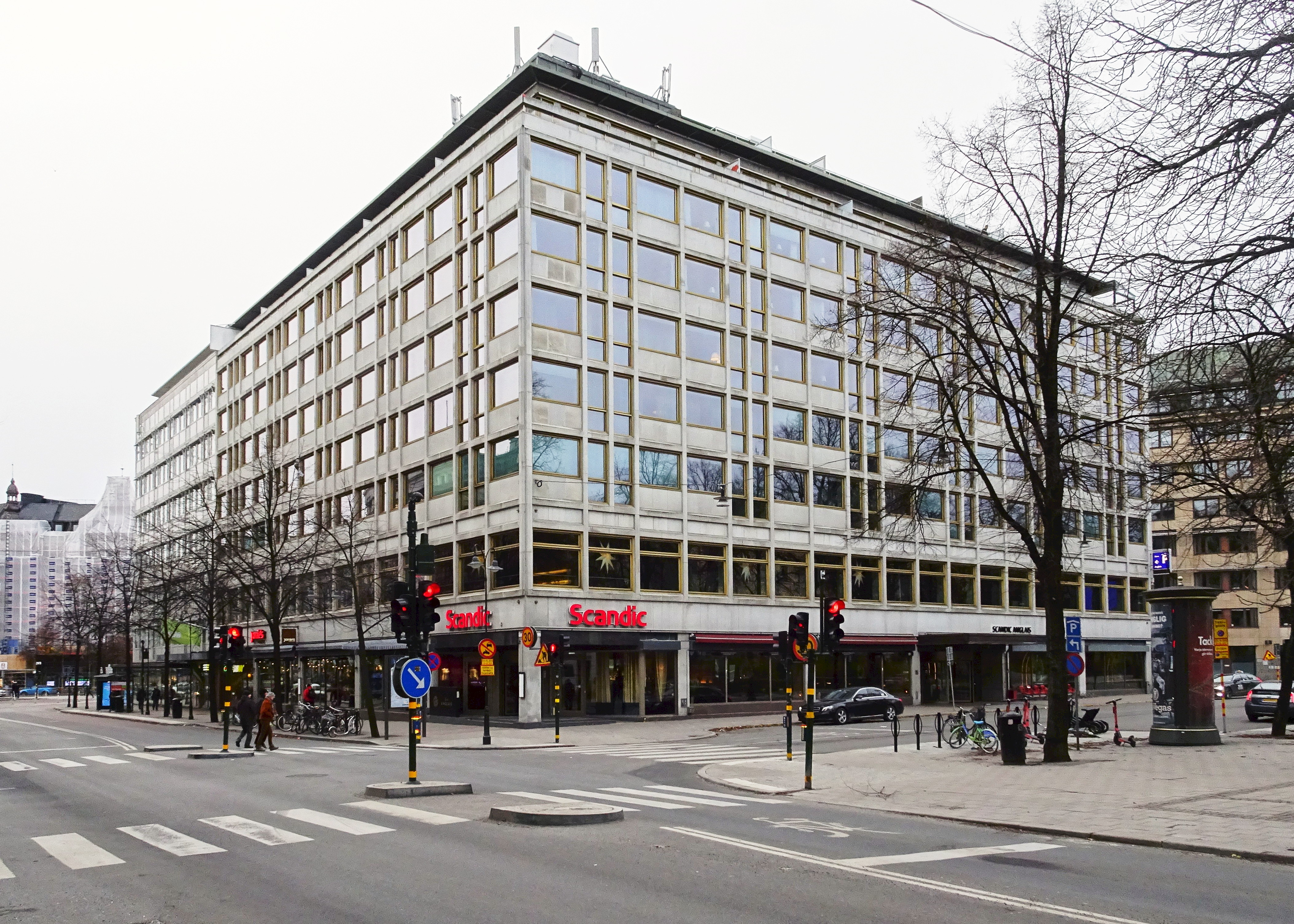
Humlegårdsgatan 23 Hotel Scandic Anglais.
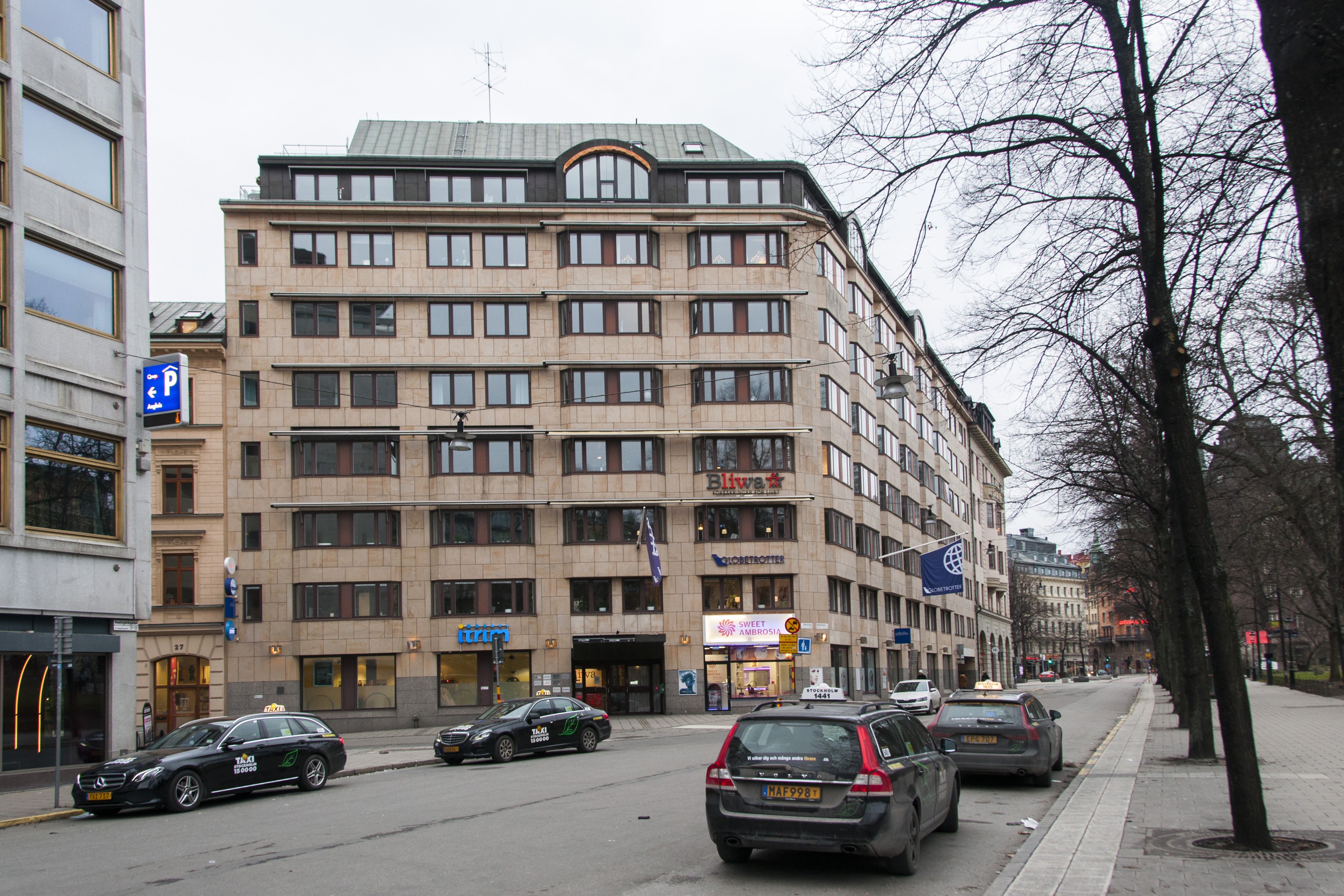
Humlegårdsgatan 29.

## Galerie

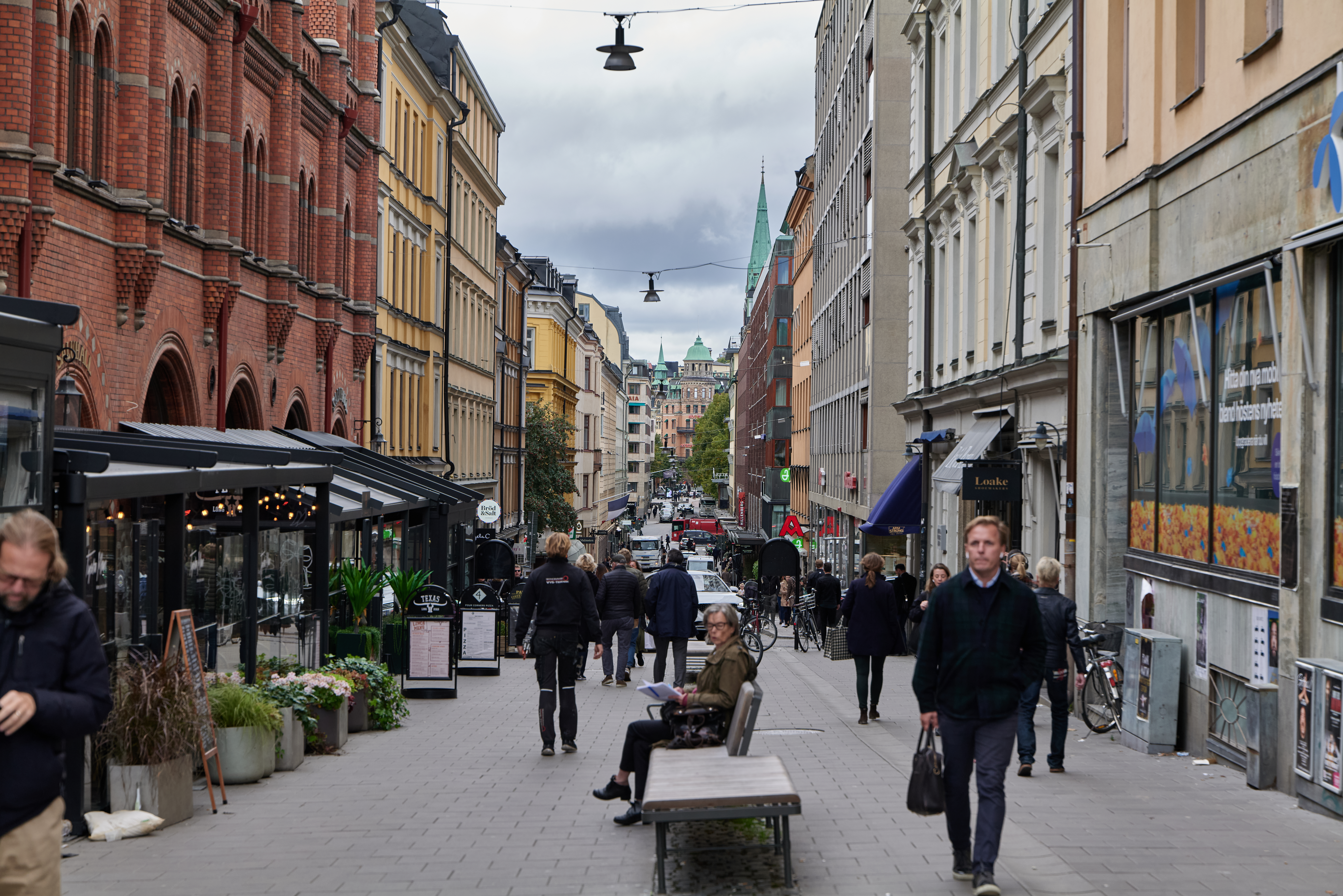
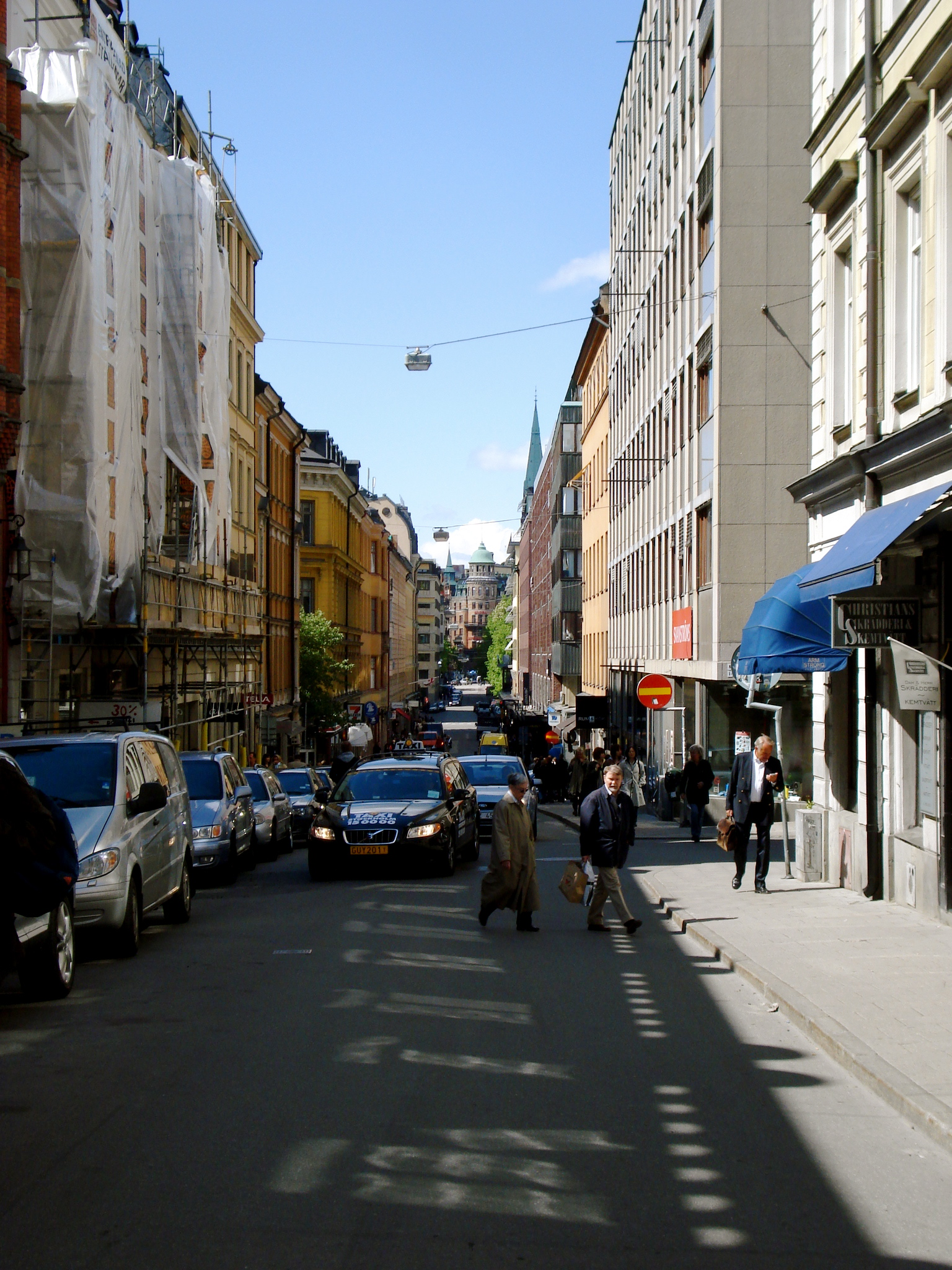
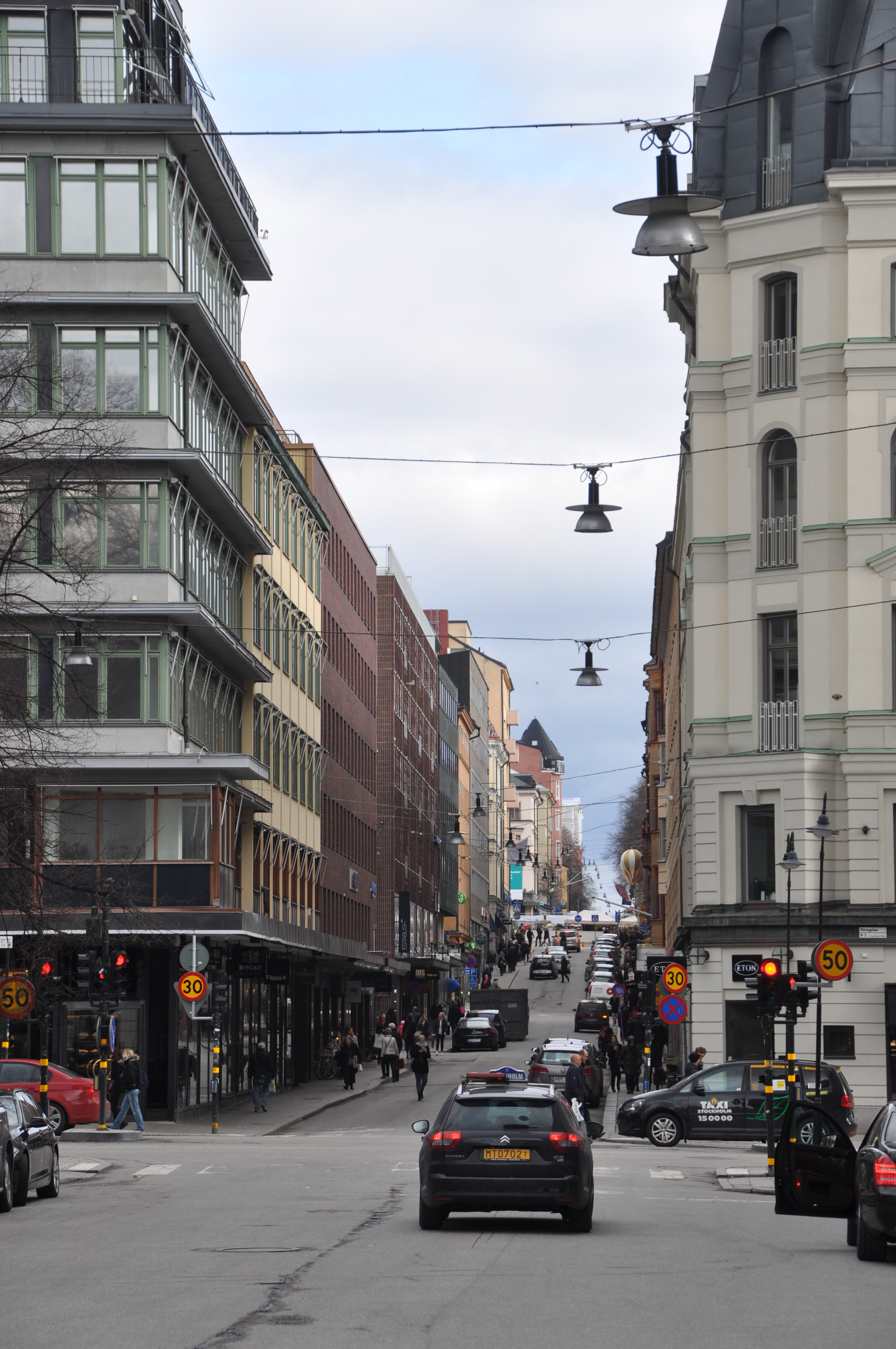
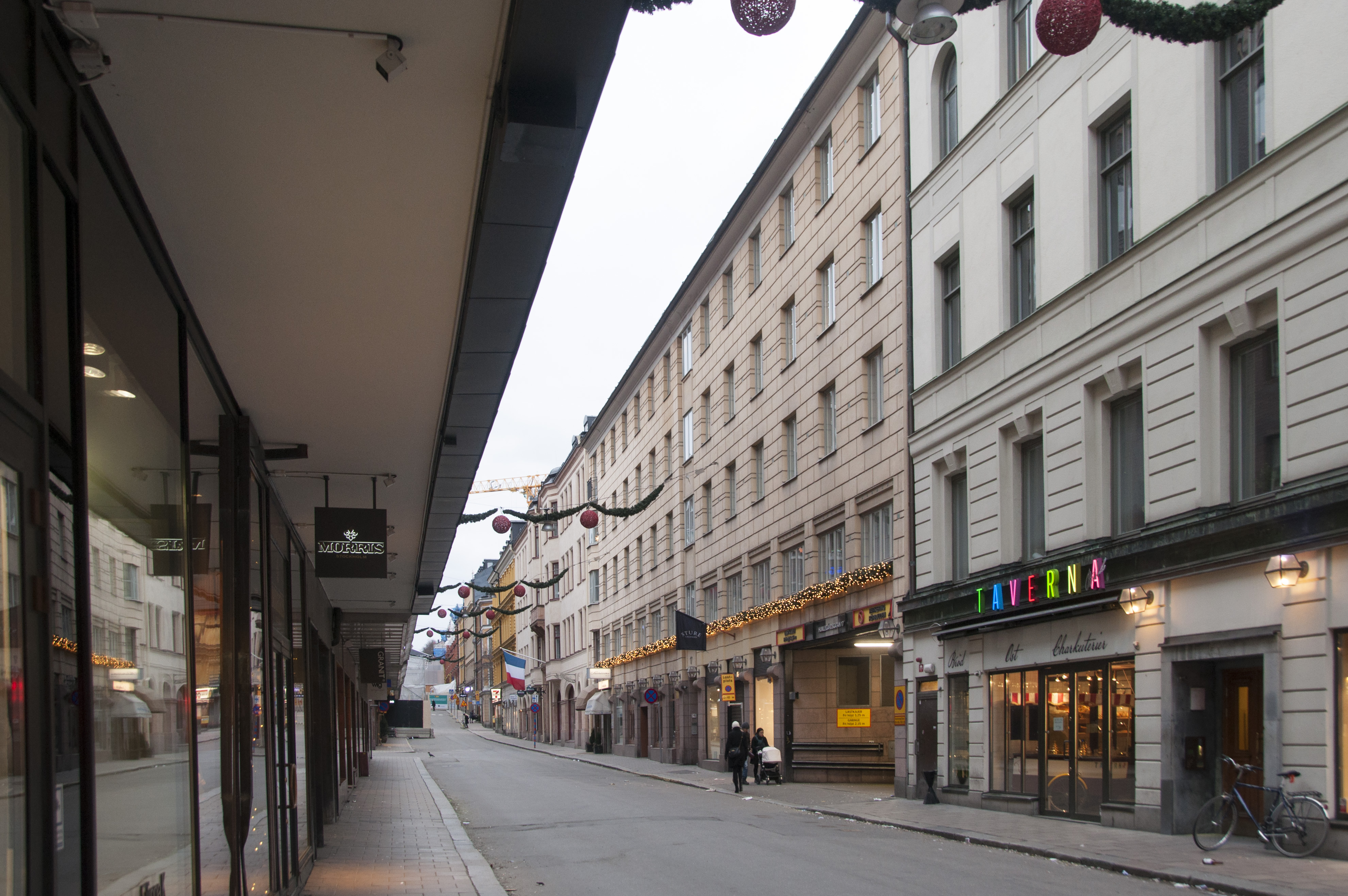